# Ozarba accincta
Ozarba accincta är en fjärilsart som beskrevs av William Lucas Distant 1898. Ozarba accincta ingår i släktet Ozarba och familjen nattflyn. Inga underarter finns listade i Catalogue of Life.